# 祖尼路
卡路士·阿馬列度‧卡華路‧度斯·安祖·祖利亞（Carlos Alberto Carvalho dos Anjos Junior，1977年9月15日—）一般称作祖尼路，生于薩爾瓦多，巴西职业足球运动员，现效力于日本職業足球联赛球会鹿島鹿角队，他在巴西時踢攻擊中場，但來到日本改踢前鋒，2007年他贏得日本職業足球联赛神射手，他表示他選擇留在日本到生涯結束和他很快會歸化為日本公民。